# 743 (numero)
Settecentoquarantatré (743) è il numero naturale dopo il 742 e prima del 744.

## Proprietà matematiche
- È un numero dispari.
- È un numero primo.
- È un numero difettivo.
  - È un numero primo di Sophie Germain dato che 743·2 +1 = 1487 è anch'esso un numero primo.
  - È un numero primo di Eisenstein.
  - È un numero primo troncabile a sinistra.
- È un numero omirp.
- È un numero congruente.
- È parte della terna pitagorica (743, 276024, 276025).
- È un numero odioso.

## Astronomia
- 743 Eugenisis è un asteroide della fascia principale.
- NGC 743 è un ammasso aperto della costellazione di Cassiopea.

## Astronautica
- Cosmos 743 è un satellite artificiale russo.